# Psapharochrus atrosignatus
Psapharochrus atrosignatus là một loài bọ cánh cứng trong họ Cerambycidae.